# Wallfahrtskirche Maria Lanzendorf

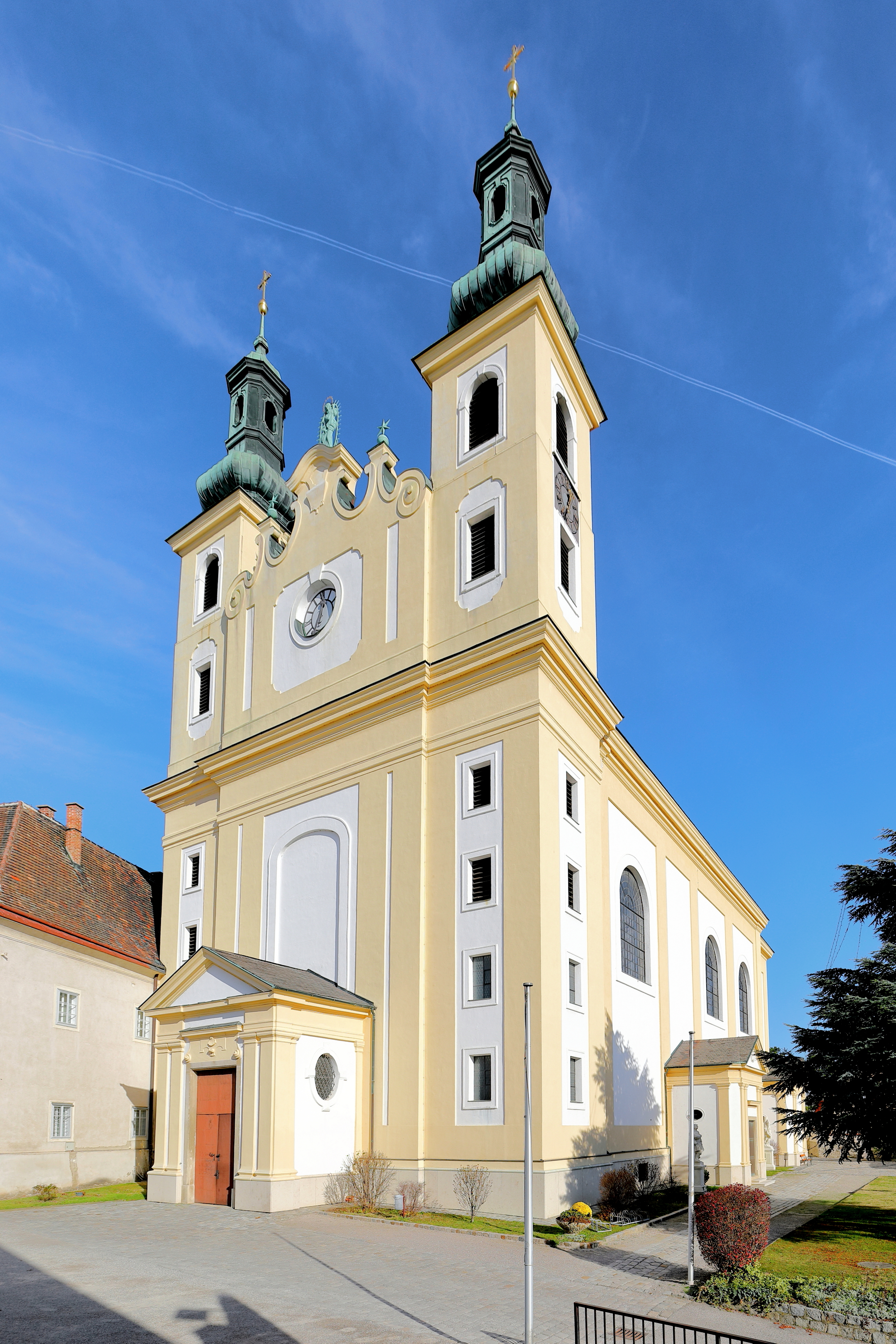
Wallfahrtskirche Maria Lanzendorf

Die Wallfahrtskirche Maria Lanzendorf ist der schmerzhaften Muttergottes geweiht. Es handelt sich um eine römisch-katholische Pfarrkirche in der Gemeinde Maria-Lanzendorf (Dekanat Schwechat der Erzdiözese Wien) in Niederösterreich. Sie war lange Zeit einer der meistbesuchten Wallfahrtsorte Niederösterreichs. Bemerkenswert ist die Integration der gotischen Gnadenkapelle in den barocken Kirchenneubau und der neben der Kirche gelegene Kalvarienberg.

## Geschichte

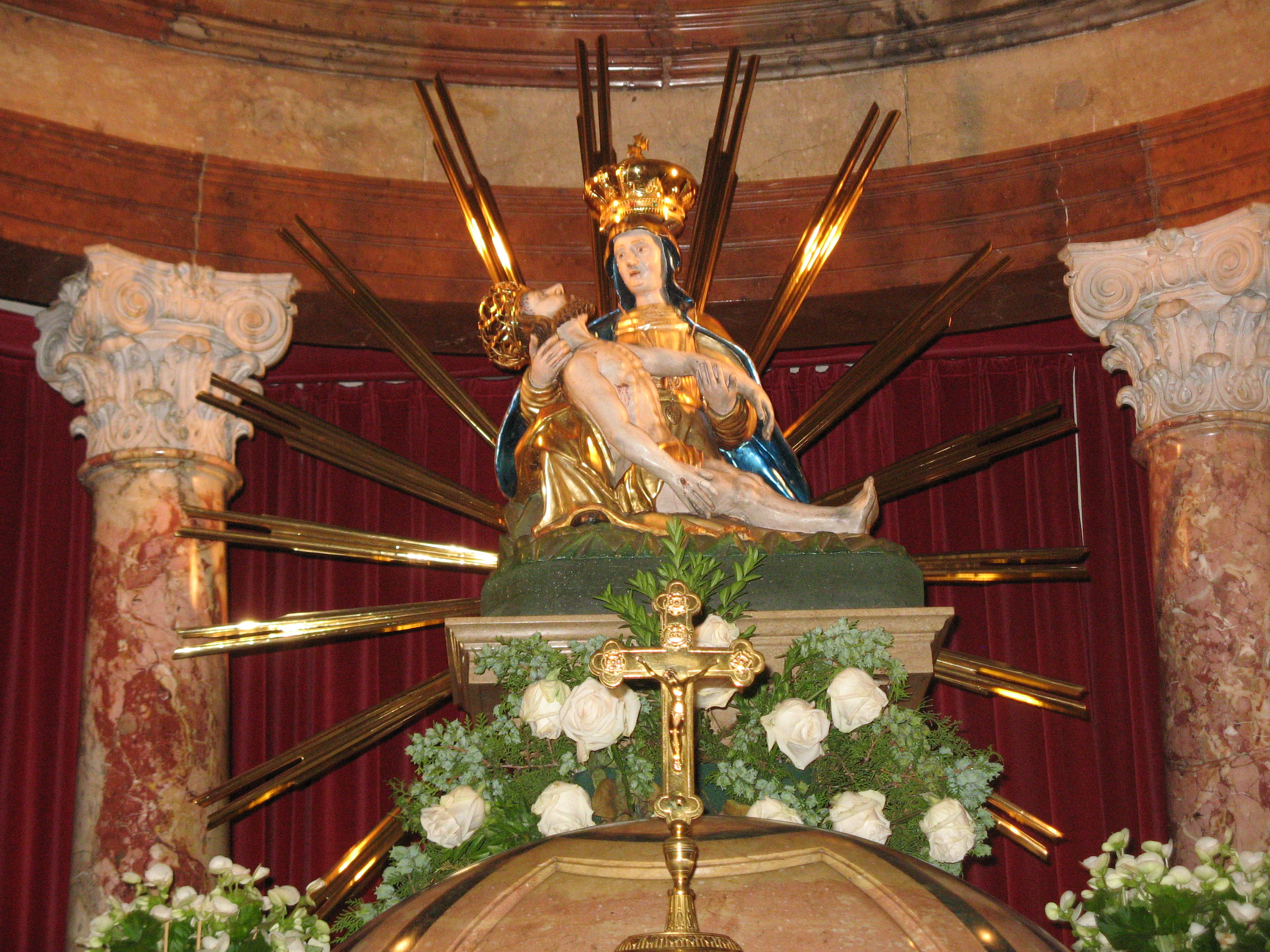
Gnadenbild

Die erste urkundliche Erwähnung der ursprünglich Maria auf der Heyd genannten Kirche stammt aus dem Jahr 1145, aus der hervorgeht, dass eine ältere, von Feinden zerstörte Kirche, damals wieder aufgebaut wurde. Die Legende (erstmals 1744 schriftlich festgehalten) spricht sogar davon, dass der Apostel Lukas hier den Markomannen gepredigt haben soll, was auf einer Steininschrift festgehalten gewesen sein soll. Die erste Kapelle wäre dann von der XII. Legion des Kaisers Marc Aurel hier errichtet worden, zum Dank für den wunderbaren Sieg über die Markomannen. 506 hätte ein britischer Prinz Arthur ein Kirchlein zu Ehren des heiligen Lukas erbaut. Die fränkische Fürstin Erintrudis soll 539 vor dem in der Kirche aufgestellten Muttergottesbild gebetet haben. Das von den Awaren zerstörte Kirchlein sei von Karl dem Großen wiederaufgebaut worden und von ihm ein neues Marienbild gestiftet worden. Der von einem Kreuzzug glücklich heimgekehrte Hauptmann Kilian Rausch soll 1193 eine Sebastiansbruderschaft gegründet haben, die alljährlich eine Prozession zur Marienkapelle auf der Heide unternehmen sollte, eine Tradition, die immer noch besteht. Die Ereignisse wurden auf sieben großformatigen Tafelbildern im 18. Jahrhundert festgehalten, die sich an der Außenseite der Kapelle befinden.

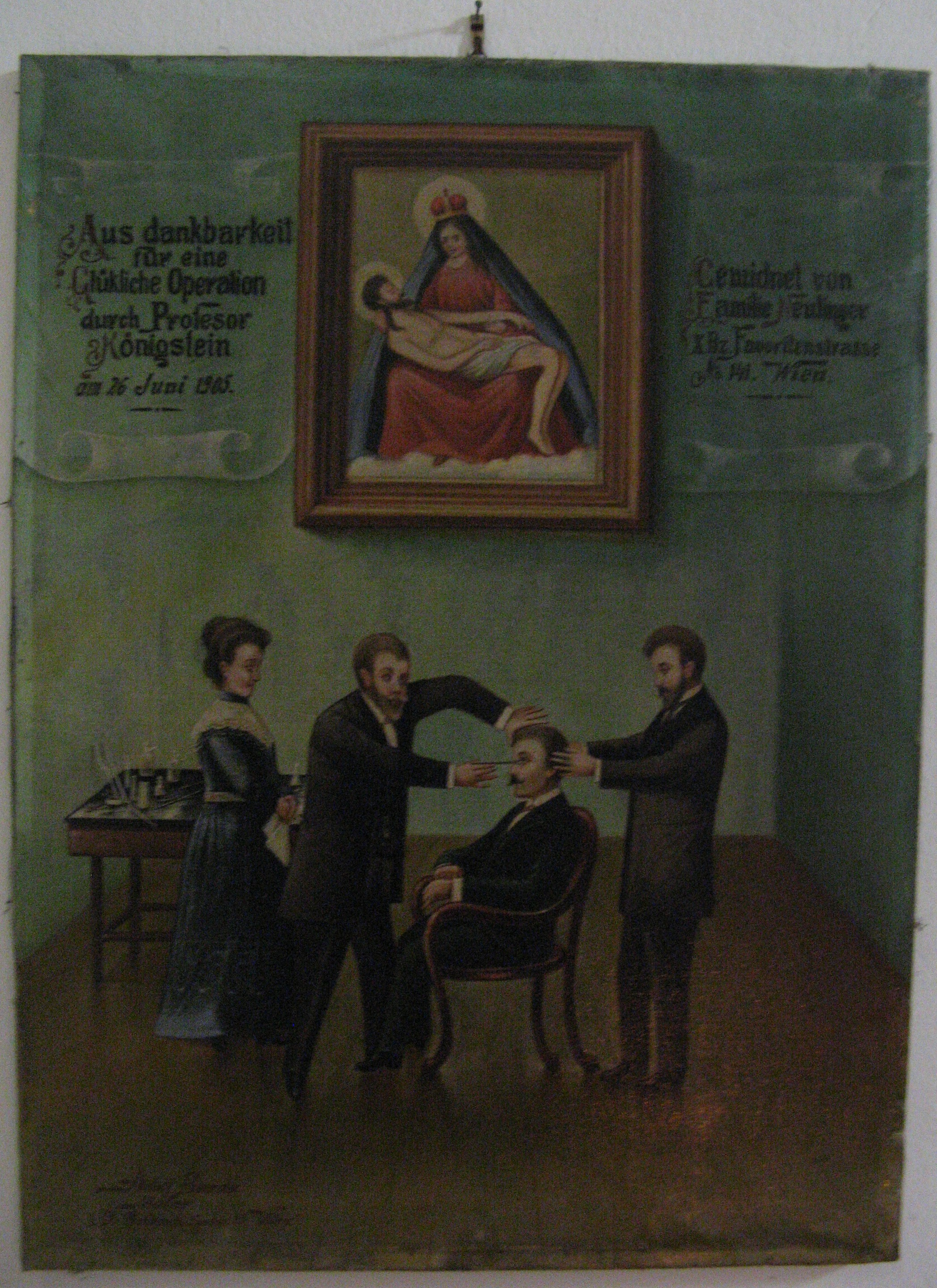
Votivbild (1905) in der Devotionalienkapelle

Historische Urkunden berichten, dass 1267 die Anordnung getroffen wurde, täglich hier die Messe zu feiern. 1418 wurde Maria Lanzendorf schließlich Wallfahrtsort genannt. Eine Pfarrkirche bestand in Lanzendorf, für die 1395 erstmals ein Pfarrer namens Otto erwähnt wird. Im Jahre 1529 wurden diese Kirche und der Pfarrhof von Lanzendorf im Zuge der Ersten Wiener Türkenbelagerung zerstört und danach nicht wieder aufgebaut. Aus Priestermangel in jener Zeit der Reformation erhielt die Pfarre Laa die Seelsorge von Lanzendorf und Aushilfspriester wurden von St. Stephan in Wien geschickt, die in der von den Türken verschonten Wallfahrtskapelle Gottesdienste hielten. Nachdem zwischendurch die Pfarre wieder mit eigenen Priestern besetzt war, musste Bischof Anton Brus (1558–1563) die Pfarre schließlich auflösen, da die meisten Bewohner protestantisch wurden und die Einkünfte im Ort zu gering waren. Damit war die Wallfahrtskirche verlassen.
Bei der Zweiten Wiener Türkenbelagerung 1683 wurde die Wallfahrtskirche zerstört und das Gnadenbild verschwand. Der Bildhauer Fiechtl aus Gumpoldskirchen schuf kurz darauf ein neues Bildnis, das dem gotischen ähnlich war. Ein Franziskaner betreute die Kapelle und Wallfahrten aus Wien setzten wieder ein. Aufgrund von zahlreichen Gebetserhörungen beschloss Kaiser Leopold I. 1696 ein Franziskanerkloster und eine neue Wallfahrtskirche zu errichten. Er legte selbst den Grundstein für den Neubau und verfügte, dass der Chor der alten Kapelle erhalten bleiben muss. Wie großen Anteil er am Schicksal Maria Lanzendorfs nahm, geht auch daraus hervor, dass er fünfzehnmal die Baustelle während der Errichtungsarbeiten besuchte. Bis zur Fertigstellung wuchs die Anzahl der Ordensbrüder von 12 auf 40 an. Das Kaiserhaus besuchte die Wallfahrtskirche oft, vielleicht bedingt durch die Nähe Maria Lanzendorfs zum kaiserlichen Sommersitz Laxenburg. Kaiser Joseph I., Karl VI., Maria Theresia und später Elisabeth kamen oft in die Wallfahrtskirche zum Gebet.
Als 1783 Kaiser Joseph II. die Aufhebung der Klöster verfügte, durfte Maria Lanzendorf bestehen bleiben und wurde 1784 wieder Pfarrkirche. Allerdings wurden die Wallfahrten verboten. Eine andere Gefahr bestand zwischen 1803 und 1808, als die Kirche jahrelang im Wasser stand, weil der 1803 schiffbar gemachte Wiener Neustädter Kanal undicht war und weite Gebiete überflutete. 1809 verwüsteten die Franzosen im Zuge der Napoleonischen Kriege die Gnadenstätte. Das Gnadenbild wurde damals im Franziskanerkloster in Wien in Sicherheit gebracht. Kurz vor Ende des Zweiten Weltkrieges, am 4. April 1945, wurde die Kirche in Brand geschossen. Das Dach und die Türme brannten ab und das wertvolle Kuppelfresko von Johann Michael Rottmayr wurde zerstört. Bis 1956 wurde die Kirche erneuert und renoviert. 1990 wurde das bis dahin von den Franziskanern betreute Kloster dem Oratorium des hl. Philipp Neri übergeben. Seit 2007 ist es in der Obhut der franziskanischen Gemeinschaft Maria, Königin des Friedens.

## Baubeschreibung

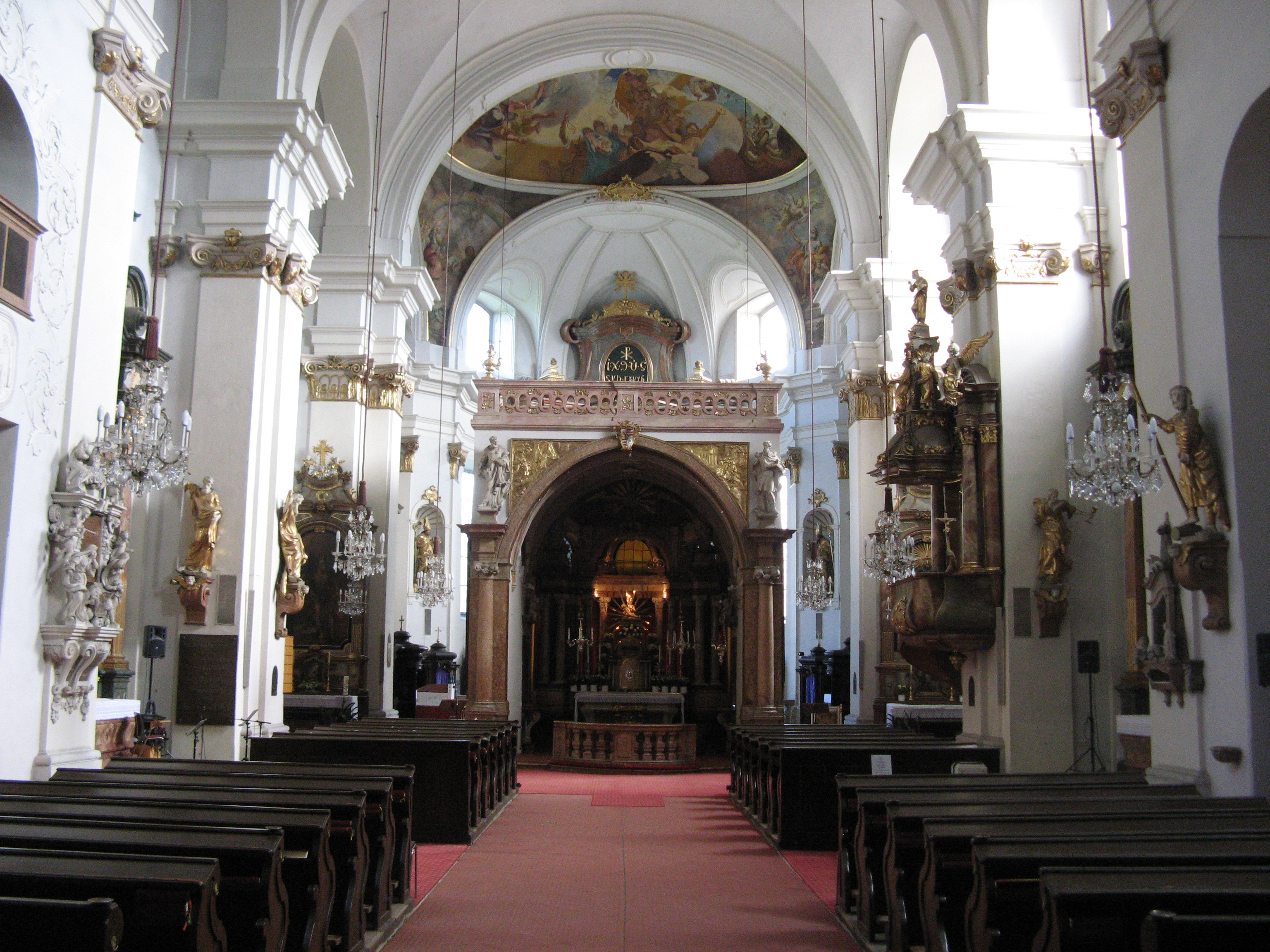
Inneres der Wallfahrtskirche Maria Lanzendorf

Über der gotischen Kapelle wurde ein barocker Neubau von Franz Jänggl errichtet, der wahrscheinlich von Matthias Steinl überarbeitet wurde. Der 1703 geweihte Bau erwies sich bald als zu klein für die Gläubigen und wurde daher 1728–1730 noch einmal erweitert, so dass ähnlich wie in Mariazell die Gnadenkapelle in der Mitte der Kirche positioniert wurde. Die Kirche besitzt eine barocke Doppelturmfassade nach Entwurf von Matthias Steinl. Das Langhaus ist hoch proportioniert, der Chor ist gleich hoch unter einem Satteldach. Ein Portalvorbau mit Dreiecksgiebel und niedere Vorbauten an der Südseite treten aus der Fassade hervor.
Das Langhaus besteht aus einem weiten fünfjochigen Saalbau mit Stichkappentonne auf breiten Wandpfeilern. Zwischen den Pfeilern befinden sich seichte Kapellen. Die Westempore ist kreuzgratunterwölbt und ruht auf toskanischen Marmorsäulen. Der Chor mit Halbkreisapside und Stichkappen über Pfeilern wird von einer Pendentifkuppel bedeckt.

### Gnadenkapelle

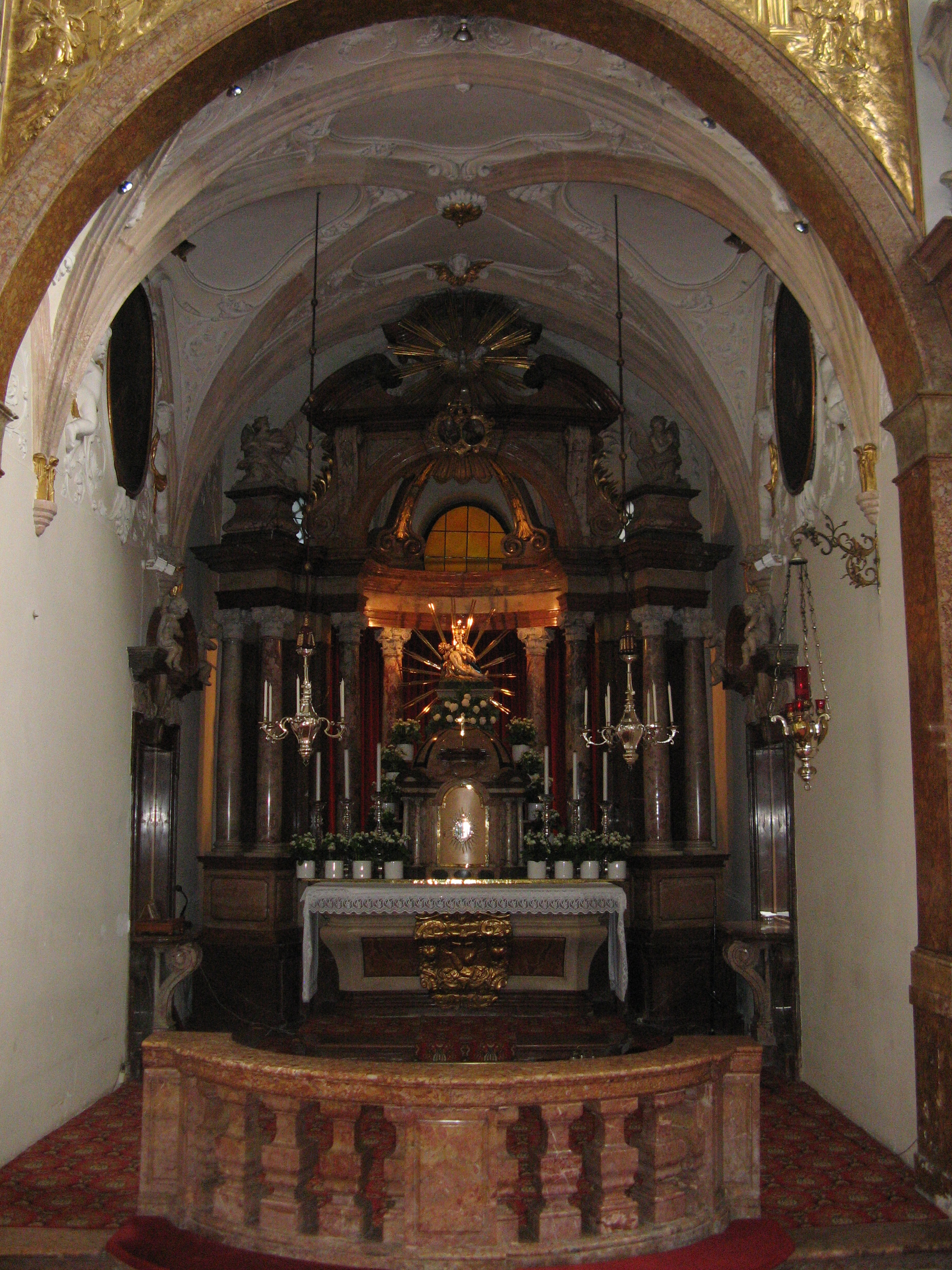
Gnadenkapelle

Die freistehende Gnadenkapelle befindet sich im Langhaus vor dem Chor. Sie besteht aus dem einjochigen gotischen Chor des Vorgängerbaus, der 1701 barockisiert wurde. Die Außenwände sind von rotem Marmor umschlossen. Im Inneren ist sie kostbar ausgestattet durch reichen Stuck und plastischen Dekor. Der bemerkenswerte Marmoraltar besitzt Säulen über einem halbkreisförmigen Grundriss. Auf dem Tempietto-Tabernakel steht die Gnadenstatue vom Bildhauer Fiechtl, eine Pietà in gotisierenden Formen, entstanden nach 1683. In den Lünetten befinden sich ovale Bilder mit der Verkündigung und Anbetung der Hirten vom Anfang des 18. Jahrhunderts. Die Kapelle wird von einer umlaufenden Marmorbalustrade bekrönt. An der Westseite stehen die Statuen der hll. Petrus und Paulus auf Halbsäulen. An den Außenwänden befinden sich sieben große Leinwandbilder von Jacob Michl aus dem Jahr 1746.

### Ausstattung
Anstelle der zerstörten Fresken Beschluss des ewigen Vaters über die Menschwerdung seines Sohnes von Johann Michael Rottmayr von 1728 bis 1730 schuf Wolfram Köberl 1954 ein barockisierendes Gewölbefresko, das Maria als Vermittlerin zwischen Christus und Welt darstellt. In den Pendentifs sind Fresken Rottmayrs mit Szenen aus dem Alten Testament erhalten. Das Hochaltarbild Christus am Ölberg (1730) schuf ebenfalls Johann Michael Rottmayr. Die Seitenaltäre im Chor von Rottmayr stellen die Stigmatisation der hll. Franz von Assisi (links) und Antonius von Padua (rechts) dar. An den Triumphbogenpfeilern befinden sich links Seitenaltäre mit dem hl. Florian von Kautzner (1847) und rechts mit der Unterweisung Marias aus der Zeit um 1700. Westlich daran schließen sich links ein Altar mit dem Bild des hl. Sebastian von Josef Neugebauer (1842) und rechts der Maria Immaculata (1707) an. Weiter folgen zwei wertvolle Altäre von Matthias Steinl: links der Kreuzaltar mit einer ausdrucksstarken vielfigurigen plastischen Figurengruppe und rechts ein Altar mit der Darstellung der Sippe Christi in Illusionsperspektive. Die reiche barocke Kanzel zeigt auf dem Schalldeckel die Stauen der vier Evangelisten, an der Rückwand Engelsfiguren. Der dreiteilige Orgelkasten mit hohen Seitenteilen stammt aus 1744 von Gottfried Sonnholz und enthält ein Orgelwerk von Ferdinand Molzer der Jüngere aus 1935. Bemerkenswert qualitätvolle Statuen von Johann Trey stellen die vier Kirchenväter dar. Weitere zwölf Apostelfiguren auf Volutenkonsolen stammen aus der Zeit um 1730. Die Statue des auferstandenen Christus in der Taufkapelle ist aus dem Anfang des 18. Jahrhunderts. Die Taufschale entstand um 1700. Weiters sind die Beichtstühle, das Weihwasserbecken und das Chorgestühl auf der Empore vom Beginn des 18. Jahrhunderts. Das wertvollste Grabdenkmal ist ein prächtiger Wandepitaph von 1716 für die Fürstin Eva Esterhazy. In der Devotionalienkapelle befindet sich ein Altar mit einer weiteren Pietà aus der Mitte des 18. Jahrhunderts. Hier hängen zahlreiche volkstümliche Votivbilder, die aufgrund von Gebetserhörungen entstanden.
Die Sakristei im Verbindungsbau zum Kloster ist kreuzgratgewölbt und besitzt Deckenmalereien aus der Mitte des 18. Jahrhunderts. Das zentrale Bild stellt Abraham und Isaak dar. Die Wandvertäfelung und die Sakristeischränke sind ebenfalls barock. In der stuckierten Schatzkammer mit Mittelsäule wurden die eingebauten josephinischen Schatzkammer- und Sakristeischränke 1809 geplündert.

## Klostergebäude

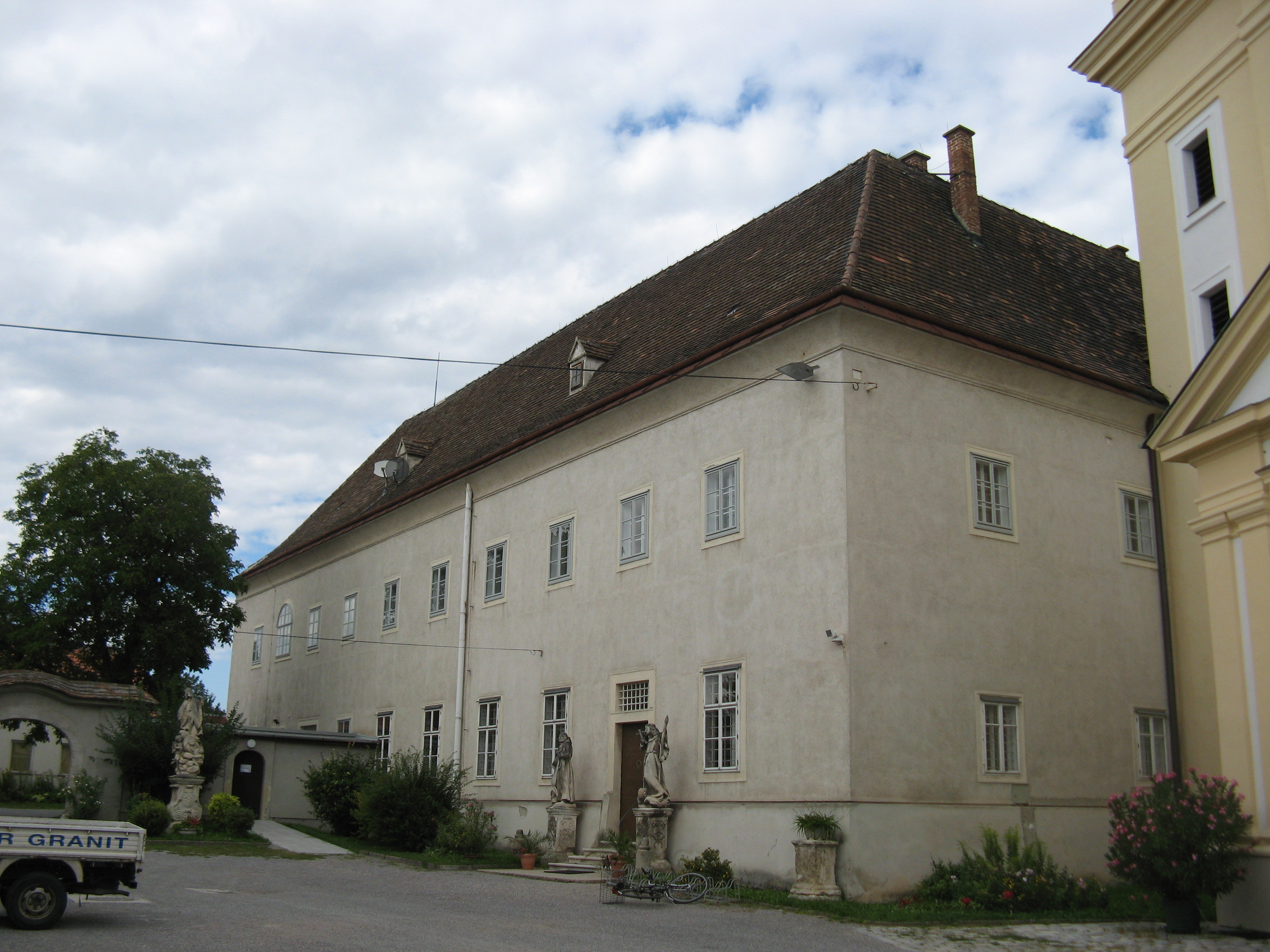
Klostergebäude

Das Klostergebäude wurde 1699–1703 nördlich an die Kirche angebaut. Es handelt sich um eine zweigeschoßige Vierflügelanlage um einen quadratischen Innenhof. Im Refektorium befinden sich an der stuckierten Flachdecke Bilder in Rundmedaillons, Lünettenbilder (beide 2. Viertel 18. Jahrhundert) und ein Kruzifix vor einer gemalten Kreuzigungsgruppe an der Ostwand aus der Mitte des 18. Jahrhunderts. In der „alten Bibliothek“ werden barocke Bilder aufbewahrt. Im Hof steht eine steinerne Pietà aus der Zeit um 1800.
Im Klosterbereich vor der Kirche stehen mehrere steinerne Statuen aus der ersten Hälfte des 18. Jahrhunderts. Darunter sind eine Mariensäule von 1715 und die Statuen der hll. Sebastian, Rochus, Rosalia, Bernhard, Johannes Capistranus, Johannes Nepomuk, Franz von Assisi und Antonius von Padua.

## Kalvarienberg

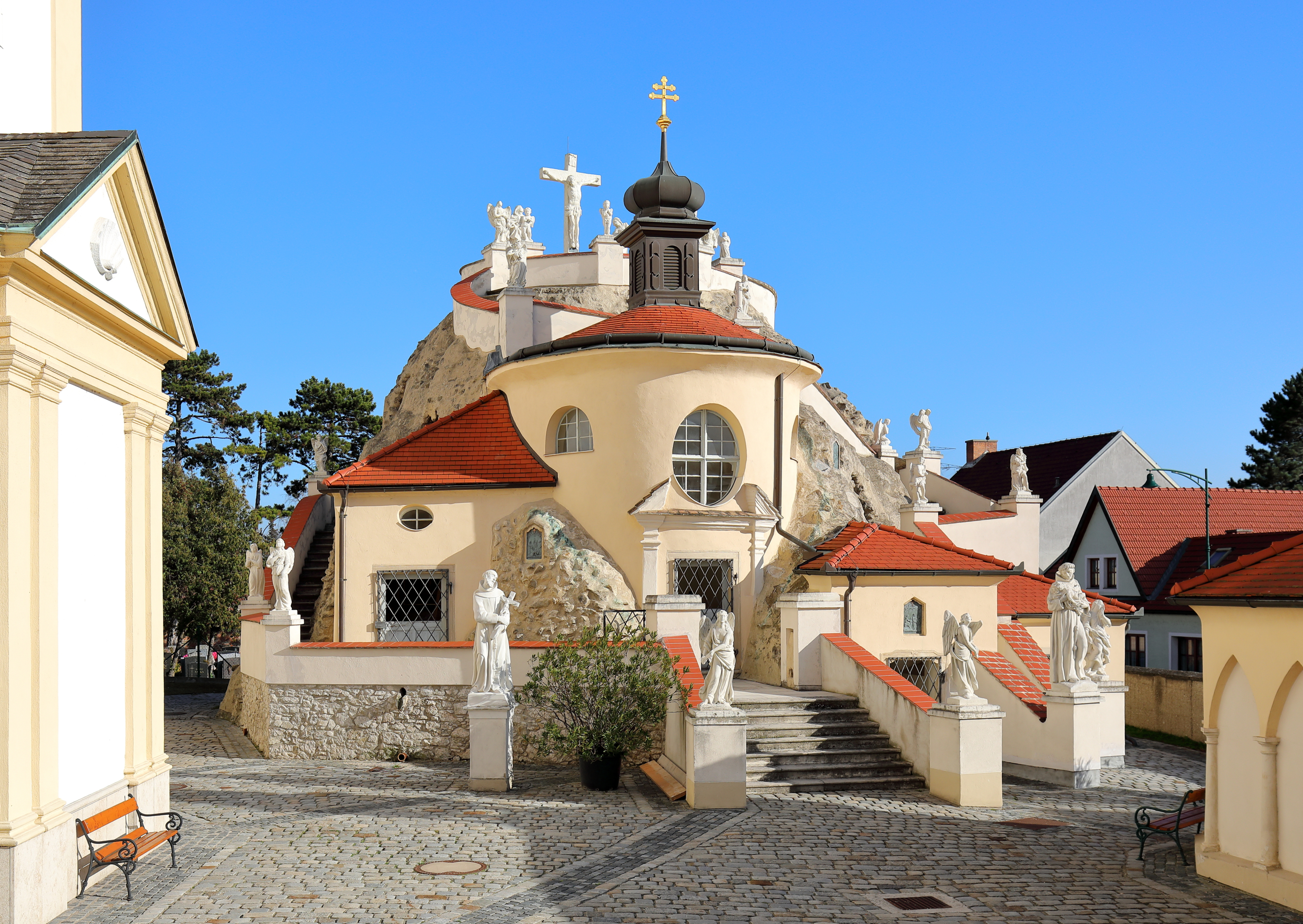
Kalvarienberg

Ab 1699 begann der Franziskaner-Laienbruder Franz Felix Nüring (Niering) mit Helfern neben der Kirche den bemerkenswerten Kalvarienberg zu errichten. Bereits 1701 wurde der Kalvarienberg, noch unfertig, seiner Bestimmung übergeben. Es handelt sich um einen künstlichen Hügel mit spiralförmig umlaufenden Treppen, in dessen Grotten und Höhlen die Stationen des Leidensweges Christi dargestellt werden. Die Figuren in den Grotten sind aus Holz, die bekrönende Kreuzigungsgruppe aus Stein, ebenso wie die Engelsfiguren an den Treppenbrüstungen. Mit der Hinzufügung einer Nachbildung der HI. Stiege (Scala Santa) in der unteren, rechten Zone war der Bau am 16. August 1709 abgeschlossen.
Vor dem Kalvarienberg steht rechtsseitig eine um 1700 errichtete Heilig-Grab-Kapelle, die zu einem Kriegerdenkmal umgestaltet wurde.